# Stazione di Sōbudai-mae
La stazione di Sōbudai-mae (相武台前駅?, Sōbudai-mae-eki) è una stazione ferroviaria situata nella città giapponese di Zama, nella prefettura di Kanagawa, ed è servita dalla linea Odakyū Odawara delle Ferrovie Odakyū.

## Linee
Ferrovie Odakyū
● Linea Odakyū Odawara

## Struttura
La stazione è dotata di due marciapiedi a isola con quattro binari passanti.
| 1-2 | ● Linea Odakyū Odawara | per Hon-Atsugi, Odawara, Hakone-Yumoto, Karakida e Katase-Enoshima |
| 3-4 | ● Linea Odakyū Odawara | per Sagami-Ōno, Shinjuku e linea Chiyoda                           |

## Stazioni adiacenti
| «                                 | Servizio                               | »                    |
| Linea Odakyū Odawara              | Linea Odakyū Odawara                   | Linea Odakyū Odawara |
| --------------------------------- | -------------------------------------- | -------------------- |
| Odakyū-Sagamihara                 | Locale Semiesp. sezionale Semiespresso | Zama                 |
| Tutti gli altri treni non fermano |                                        |                      |